# 2051
2051 (MMLI) va fi un an obișnuit în calendarul gregorian.

## Evenimente
- Aprilie - Unul dintre mesajele transmise de METI Cosmic Call 1 de Eupatoria Planetary Radar în 1999 ajunge la destinație, steaua Gliese 777.
- 2051, 1 iunie - Capsula timpului Washington State Ferries este programată să fie deschisă, sărbătorind 100 de ani de la FSM.
- Populatia Statelor Unite ale Americii ajunge la 400 milioane de locuitori.
- Marea Britanie va organiza marea expoziție centenară.